# Аки Ра
Аки Ра — камбоджийский сапёр, активист и куратор музея. Посвятил свою жизнь разминированию минных полей в Камбодже, сохранившихся после кампучийско-вьетнамского конфликта. По собственному признанию, с 1992 года он разминировал и уничтожил более 50 000 мин.

## Ранние годы
Аки Ра не знает точно, когда он родился, но называет период между 1970 и 1973 годами. Потеряв родителей раннем детстве в результате рейда Красных кхмеров, он был усыновлен женщиной по имени Ёрн, которая растила его и ещё несколько осиротевших детей, пока в возрасте около 10 лет их не забрали в солдаты Красные кхмеры. Аки Ра воевал за них вплоть до 1983г, когда вьетнамские войска вторглись в Камбоджию, с целью свергнуть правительство кхмеров. Аки Ра попал в плен и он был принужден воевать во вьетнамской армии. В 1989 он вступил в Революционную армии Кампучии. В его обязанности входила установка минных полей на границе Камбоджи и Таиланда.
Имя «Аки Ра» не является его настоящим именем и было дано ему его японским знакомым в честь японской компании-производителя оборудования «Akira».

## Обезвреживание минных полей
В 1991 году Аки Ра устроился сапером в Службу ООН по вопросам разминирования, где проработал год. Однако после увольнения он продолжил разминировать и обезвреживать мины в окрестностях своей деревни, используя при этом лишь нож-лезерман и палку. Он обезвреживал мины и приносил домой пустые оболочки, иногда продавая их на металлолом, чтобы заработать денег на жизнь.
В 1990-х годов об Аки Ра становится известно туристам, которые с большим интересом начали посещать его дом, чтобы посмотреть коллекцию обезвреженных мин и боеприпасов. В 1999 году Ака Ра начинает брать плату за вход в 1$, чтобы поддержать дальнейшую деятельность. Так начинается история Камбоджийского минного музея.
На сегодняшний день при музее действует образовательный центр, а также Центр помощи, где содержится около 30 детей, среди которых есть пострадавшие от мин и больные ВИЧ и полиомиелитом.
В 2008 году при поддержке американского Фонда помощи жертвам мин и австралийской Команды по разминированию ветеранов Вьетнамской войны была учреждена неправительственная организация «Саморазминирование Камбоджи». В первый год своей деятельности СК очистила от мин 163 тыс. м² земли, что позволило вернуться на свою землю более чем 2400 людям — на землю, где в предыдущие годы постоянно гибли люди. СК финансируется в основном своими американским и австралийским партнёрами. В 2009 г. Офис по сбору незаконного оружия Госдепартамента США выделил Фонду помощи жертвам мин грант в 100 тыс. $ для помощи СК в её работе по обезвреживанию неразорвавшихся боеприпасов.

## Известность и признание
- В 2005 году в Японии вышла книга «Дети и Музей мин Аки Ры», одним из авторов который является Аки Ра[10].
- В 2010 году в прокат выходит документальный фильм «Идеальный солдат», описывающий жизнь Аки Ры[11].
- В 2010 вошёл в список героев года по версии телеканала CNN[12].
- В августе 2012 года он был награждён Премией Манхэ, южнокорейской премией, за вклад в развитие мира[13].
- В феврале 2013 года канадским отделение Ротари Интернешенл был признан членом «Братства Пола Хариса»[14].